# Maciste contro i tagliatori di teste
Maciste contro i tagliatori di teste, distribuito anche con il titolo Maciste contro i cacciatori di teste, è un film peplum del 1963 diretto da Guido Malatesta.

## Trama
Un'isola viene distrutta da un'eruzione vulcanica e da un terremoto, la maggior parte degli abitanti muore nel disastro e i pochi superstiti si affidano a Maciste (giunto lì per caso nelle sue peregrinazioni) e su una zattera raggiungono la misteriosa terra di Urias. In questa terra Maciste incontra Amoha, regina locale costretta a vivere nelle foreste per sfuggire alla crudeltà del popolo dei tagliatori di teste, Maciste decide di aiutarla a liberarsi di questo violento popolo usurpatore ma durante l'azione Amoha viene catturata e costretta a sposare il capo dei tagliatori di teste: Maciste insieme ai superstiti dell'isola e al popolo di Urias riesce dopo alcuni scontri a liberare la regina e ad uccidere in duello l'usurpatore.